# 南帕萨迪纳 (加利福尼亚州)
南帕薩迪納（South Pasadena，又譯南巴沙迪那）是一個位於美國加利福尼亞州洛杉磯郡、保守而富裕的小城市，與號稱「華人比佛利山」的聖瑪利諾比鄰。該市面積8.9平方公里，2010年人口普查為25,619人。
十九世紀末，帕薩迪納市南部的居民為了獲得更多的財產控制權，遂投票表決單獨建立「南帕薩迪納市」。該市有兩大特色，第一是擁有相當多的樹木，因此有「樹木之城」（the City of Trees）的美名；另外是特別重視保護文物古蹟，曾於2009年被非營利的「洛杉磯文物保護」組織（The Los Angeles Conservancy）列為A級城市（洛杉磯郡的88個城市中僅6個得A）。
值得一提的是，該市曾有兩位華裔市議員（皆已卸任），前後分別為徐惠誠（共和黨）和劉文輝（共和黨）。